# Morire per vivere
Morire per vivere (Old Man's War, letteralmente, "la guerra dell'anziano") è un romanzo di fantascienza del 2005 dello scrittore statunitense John Scalzi. Costituisce il debutto editoriale dello scrittore e la prima opera dell'omonimo ciclo Old Man's War, noto anche come Green Soldier Universe.

## Storia editoriale
Il romanzo è stato pubblicato per la prima volta negli Stati Uniti nel 2005 da Tor Books; l'anno seguente è stato candidato al Premio Hugo per il miglior romanzo e ha fruttato al suo autore il Premio John Wood Campbell per il miglior nuovo scrittore.
John Scalzi afferma di essersi ispirato, nella scrittura della storia, alle opere di Robert A. Heinlein.
Nel 2012 è stato tradotto in italiano con il titolo di Morire per vivere.

## Trama
(John Scalzi, Morire per vivere)
L'aspettativa di vita sulla terra è stata portata a novant'anni. John Perry è vedovo da nove anni, dopo quarantadue di matrimonio; il giorno del suo settantacinquesimo compleanno le leggi della terra gli consentono di poter ringiovanire in cambio dell'arruolamento nelle Forze di Difesa Coloniale (FDC). I volontari devono firmare un contratto che li obbligherà a vestire la divisa per un periodo compreso tra i due e i dieci anni, e a combattere razze aliene a difesa dei coloni terrestri sui pianeti appartenenti all'Unione Coloniale Interstellare senza poter più tornare sulla Terra. Dopo aver visitato per l'ultima volta la tomba della moglie, Perry sale su un ascensore spaziale e si imbarca sull'astronave Henry Hudson; qui conosce un gruppo di anziani, che si autodefiniscono gli "arzilli coglioni", con i quali stringe amicizia.
A bordo della nave ha inizio il ringiovanimento degli anziani volontari: dopo una serie di test psicologici e fisici la mente di Perry è trasferita in un nuovo corpo creato a partire dal suo DNA, una versione più giovane di se stesso, geneticamente modificato dalla pelle verde con capacità di fotosintesi e occhi gialli simili a quelli di un gatto; possiede ora enorme forza e agilità, sangue artificiale, lo SmartBlood, con eccezionali proprietà di coagulazione e di trasporto dell'ossigeno, sensi acuiti, e un impianto neurale nel cervello, il cosiddetto BrainPal, che, tra le altre funzionalità, consente Perry di comunicare con gli altri membri delle FDC attraverso il pensiero. Il tenente colonnello Higgee, incaricato dell'incorporamento dei militari, avvisa le milleventidue reclute che statisticamente, entro due anni, quattrocento di loro sarebbero caduti in guerra e che al termine della ferma, dopo dieci anni, i morti sarebbero stati almeno settecentocinquanta.
Dopo una settimana passata a prendere confidenza con i nuovi corpi, con le nuove capacità e con la ritrovata sessualità, le reclute vengono trasferite sul pianeta Beta Pyxis III per l'addestramento iniziale di base, durante il quale Perry ottiene la fiducia del maresciallo Ruiz che lo nomina capo plotone durante le settimane di addestramento al combattimento. Gli arzilli coglioni vengono destinati a unità militari diverse: Perry ha il suo battesimo del fuoco contro i "Consu", una razza aliena tecnologicamente avanzata ma feroce che considera la guerra una forma di religione. Durante la sanguinosa battaglia Perry improvvisa una tattica di attacco che permette alle FDC di sconfiggere i Consu.
Il mesi passano e, dopo aver preso parte ad alcuni conflitti, Perry viene inviato con i suoi commilitoni su Coral: il pianeta è minacciato dai "Rraey" che aspirano alle risorse del pianeta e considerano i coloni terrestri una prelibata leccornia. Le FDC intendono sbarcare in forza sul pianeta dopo aver raggiunto Coral con un'imponente flotta mediante salto nell'iperspazio ma i Rraey, seppure tecnologicamente arretrati, sono in possesso di una tecnologia che consente loro di prevedere l'esatto momento e punto di arrivo delle astronavi terrestri. Grazie a queste informazioni gli alieni distruggono senza difficoltà le astronavi man mano che giungono nelle vicinanze del pianeta. Anche la Modesto l'astronave su cui Perry è imbarcato, viene colpita ma la rapidità di quest'ultimo permette a lui e al suo plotone di salvarsi a bordo di una navetta da sbarco pochi minuti prima della sua distruzione. Sul pianeta anche la navetta viene abbattuta e tutto l'equipaggio muore nello schianto: solo Perry sopravvive grazie alle doti del suo corpo potenziato ma è gravemente ferito e rimane incosciente per due settimane. Perry viene ritrovato e messo in salvo da un'unità delle misteriose "Brigate fantasma", le forze speciali delle FDC, e portato a bordo della loro astronave, la Sparviero. Tra i soccorritori Perry crede di riconoscere la defunta moglie, ma in una versione più giovane e con la pelle verde.
Perry viene trasferito sulla stazione spaziale Fenice per essere curato con tecniche di rigenerazione cellulare. Dopo la guarigione viene a sapere che nell'imboscata di Coral erano state distrutte sessantadue astronavi e uccisi novantacinquemila uomini e che lui era uno dei pochi sopravvissuti. Quale testimone della disfatta, e unico sopravvissuto allo sbarco sul pianeta, viene inizialmente sospettato di tradimento, ma a seguito di indagine, viene subito scagionato. Su Fenice Perry rintraccia la donna che lo aveva salvato su Coral e che sembra identica a sua moglie da giovane; il soldato delle Brigate fantasma si chiama Jane Sagan e, come tutti i membri delle forze speciali, è stata clonata a partire da un campione di DNA prelevato da un terrestre all'atto della sottoscrizione del contratto preventivo di arruolamento e morto prima del compimento dei settantacinque anni. Nel caso specifico Sagan ha l'età apparente di una ventenne ma ha solo sei anni ed è stata creata partendo dal codice genetico della moglie di John, Kathy Perry. A differenza degli altri soldati delle FDC, i membri delle Brigate speciali non hanno ricordi della vita precedente, dialogano tra di loro quasi esclusivamente telepaticamente e hanno capacità di combattimento maggiori. Jane è curiosa di sapere qualcosa della vita precedente e inizia a frequentare John per avere informazioni su Kathy, la persona da cui derivava la maggior parte del suo DNA. Tra i due si instaura un rapporto di amicizia.
L'intelligence terrestre sospetta che la tecnologia di rilevamento usata dai Rraey nell'imboscata di Coral non sia stata sviluppata da loro ma gli sia stata ceduta dai più evoluti Consu. Per confermare questa teoria viene organizzato uno scontro rituale tra una selezione di soldati terrestri e di Consu; solo la vittoria terrestre permetterà di ottenere informazioni dagli alieni. Della compagine terrestre deve fare parte anche Perry, nel frattempo promosso tenente, le cui intuizioni erano state decisive per la vittoria terrestre nella precedente battaglia contro i Consu e da questi tenuto in gran conto. Lo scontro si risolve con la vittoria delle FDC e i Consu, come promesso, forniscono ai terrestri notizie sul sistema di rilevamento ceduto ai Rraey. Viene organizzato un nuovo attacco su Coral e stavolta, grazie alle informazioni ottenute, le FDC sgominano i Rraey. Perry salva la vita a Jane Sagan e riesce a impossessarsi dei manuali sul funzionamento dell'apparato Consu. Sagan viene trasferita su una nave delle Brigate fantasma dove viene curata e Perry è promosso capitano. Perry e Sagan non si rincontreranno dopo la battaglia, ma i due riescono a mantenere contatti telepatici tramite BrainPal pianificando di andare a vivere insieme su di una colonia al termine del servizio militare sebbene i contatti tra i membri delle forze speciali e gli altri membri delle FDC non siano ben visti.

## Edizioni
- (EN) John Scalzi, Old Man's War, 1ª ed., New York, Tor Books, 2005, ISBN 0-7653-0940-8.
- John Scalzi, Morire per vivere, traduzione di Concetta D'Addetta, Gargoyle Extra, Gargoyle, 2012,  p. 308, ISBN 9788889541906.